# Budde Music
Budde Music (offiziell Budde Music Publishing GmbH, ehemals Rolf Budde Musikverlag GmbH) ist ein deutscher Musikverlag.

## Geschichte
Budde Music wurde 1947 von Rolf Budde Sr. als Rolf Budde Musikverlag GmbH in Berlin gegründet. Einer der ersten größeren kommerziellen Erfolge war der Schlager Pack die Badehose ein, gesungen von Conny Froboess. Erste internationale Erfolge erzielte der Musikverlag mit Übersetzungen deutscher Lieder ins Englische, darunter Summer Wind (u. a. Frank Sinatra) und Those Lazy, Hazy, Crazy Days of Summer (Nat King Cole). Weitere Lieder wurden unter anderem von Elvis Presley und The Beatles interpretiert. Nachdem der Gründer Rolf Budde Sr. 1975 gestorben war, übernahm sein ältester Sohn Andreas Budde das Unternehmen. Im Jahr 1983 stieß der jüngere Rolf Budde Jr. hinzu. 2007 starb Andreas Budde, zwei Jahre später wurde die Verlagsleitung um Benjamin Budde, den Sohn von Rolf Budde Jr., erweitert. 2017 erfolgte die Umbenennung zu Budde Music Publishing. Seit dem Tod von Rolf Budde Jr. im Jahr 2018 ist Benjamin Budde als alleiniger Geschäftsführer tätig.
Zu Budde Music gehören die Tochterfirmen Budde Music Inc. und Budde Songs Inc. in den Vereinigten Staaten, Budde Music France, Budde Music UK, Budde Music Scandinavia AB und Budde Music Central & Eastern Europe.

## Repertoire (Auswahl)
Der Verlag hält nationale oder internationale Nutzungsrechte von Stücken folgender Musikautoren, Gruppen, Labels und Verlage:
- Ali Zuckowski
- Alle Farben
- Alphaville
- Alva Noto
- Alvaro Soler
- André Rieu
- Andreas Moe
- Anna F.
- Antoni Łazarkiewicz
- Ásdís
- Aurora
- B-Case
- Michael Beckmann
- Benne
- Bill Kaulitz & Tom Kaulitz (Tokio Hotel)
- Bill Withers
- Biztram
- Björn Dixgård
- Bodi Bill
- Booka Shade
- BPitch Control
- Brenk Sinatra
- Monika Brodka
- Buddy Buxbaum
- Bürger Lars Dietrich
- Cassandra Steen
- Chakuza
- Charles Aznavour
- Charles Mingus
- Charley Ann Schmutzler
- Chris Cronauer
- Christian Prommer
- Chuck Mangione
- Constantin Music
- Corey Harris
- Cosmo Klein
- Crack Ignaz
- Daniel Sluga
- Dave Brubeck
- Brookln Dekker
- Doc Watson
- Elvis Presley
- Fay Wildhagen
- Figub Brazlevič
- Francesco Wilking
- Frank Popp
- Frdy
- Frida Gold
- Genetikk
- Glockenbach
- Gorex
- Greensleeves Publishing
- Henrik Schwarz
- Ink Music
- Innervisions
- James Yuill
- Jaxon Bellina
- Jens Carstens
- Joan Baez
- Johannes Brecht
- John Fahey
- John Lennon & Yoko Ono
- Johnny Pepp
- Jun Miyake
- Justin Jesso
- K.I.Z
- Kasimir1441
- Keinemusik
- Kelvin Jones
- King Orgasmus One
- Kitty Kat
- Klan
- Klaus Hoffmann
- Klee
- Kompakt
- Konstantin Scherer
- Laila Samuels
- Lee Ritenour
- Lena
- M.A.N.D.Y.
- Mack Avenue Records
- Mandy Capristo
- Matthew Stevens
- Michelle Leonard
- Mike Singer
- Mogli
- Moguai
- Mortel
- Nico Santos
- Niels van Gogh
- Nikko Weidemann
- Norma Jean Martine
- Olli Banjo
- Opus
- Philipp Albinger
- Raster-Noton
- Recondite
- Richard Clayderman
- Richie Hawtin
- Rob Bolland
- Robag Wruhme
- Robin Grubert
- Robin Haefs
- Roland Appel
- Samy Deluxe
- Sera Finale
- Silla
- Simon Triebel
- Sinnbus
- Stanovsky
- Sten Servaes
- Suzie Kerstgens
- Tapete Records
- The Adicts
- Gary Davis
- Thomas Koch
- Twenty4tim
- WhoMadeWho
- Zacharias Falkenberg